# Bałki
Balki [ˈbau̯ki] est un village polonais de la commune (gmina) de Repki, dans le powiat de Sokołów, en voïvodie de Mazovie, dans l'est de la Pologne centrale.

## Historique
D'importantes mines de manganèse se trouvaient à Balki. Durant la Seconde Guerre mondiale, elles ont fourni aux Allemands 200 000 tonnes des 375 000 que consommait chaque année leur industrie d'armements.